# Шах Џахан
Мирза Шахиб-уд-Дин Мухамед Хурам „Шах Џахан” (урд. شا جہاں, перс. شاه جهان)
5. јануар 1592, Лахор – 22. јануар 1666, Агра) у младости познат као принц Хурам, а касније као Шах Џахан (Краљ света) је био могулски цар Индије од 1627. до 1658. Био је син трећи син Великог могула Џахангира. Шах Џахан се сматра за једног од највећих могулских владара и доба његове владавине се сматра златним добом. Престоницу је из Агре преместио у Делхи 1648. године.
У септембру 1657. Шах Џахан се разболио и именовао је свог најстарег сина Дара Шикоха као свог наследника. Ова номинација довела је до кризе сукцесије међу његова три сина, након чега је трећи син Шаха Џахана Аурангзеб (в. 1658-1707) изашао као победник и постао шести цар. Након што се Шах Џахан опоравио од болести у јулу 1658, Аурангзеб је затворио свог оца у тврђави Агра до његове смрти у јануару 1666. године. Сахрањен је поред своје жене у Таџ Махалу. Његова владавина је позната по томе што је поништила либералне законе које је установио Акбар. Током Шах Џахановог времена, исламски препородилачки покрети попут накшибендија почели су да обликују могулску политику.

## Рани живот

### Рођење и порекло
Рођен је 5. јануара 1592. у Лахору, у данашњем Пакистану, као девето дете и трећи син принца Салима (касније познатог као 'Џахангир' након његовог ступања на власт) и његове жене, Џагат Госаин. Име Хурам је за младог принца изабрао његов деда, цар Акбар, са којим је млади принц био у блиским односима. Џахангир је изјавио да је Акбар веома волео Хурама и да му је често говорио: „Нема поређења између њега и осталих твојих синова. Сматрам га својим правим сином.“
Када се Хурам родио, Акбар је инсистирао да се принц одгаја у његовом домаћинству, а не у Салимовом, и тако је био поверен на бригу Рукије Султан Бегум. Рукија је преузела примарну одговорност за подизање Хурама и примећује се да је одгајила Хурама са љубављу. Џахангир је у својим мемоарима приметио да је Рукија волела Хурама „хиљаду пута више него да јој је био сопствени син.“ Џахангир јој је такође поверио васпитање Шах Џаханове најстарије ћерке.
Међутим, након смрти свог деде Акбара 1605. године, вратио се бризи своје мајке, Џагат Госаин, о којој је бринуо и коју је неизмерно волео. Иако је био одвојен од ње по рођењу, постао јој је одан и наложио је да се ословљава са Хазрат у дворским хроникама. Након смрти Џагате Госаин у Акбарабаду 8. априла 1619. године, забележено је да је Џахангир био неутешан и да је туговао је 21 дан. Током ове три недеље периода жалости, није присуствовао јавним састанцима и хранио се једноставним вегетаријанским оброцима. Његова супруга Мумтаз Махал лично је надгледала расподелу хране сиромашнима током овог периода. Предводила је учење Курана свако јутро и свом мужу давала многе лекције о суштини живота и смрти и молила га да не тугује.

### Образовање
Као дете, Хурам је добио широко образовање које је одговарало његовом статусу могулског принца, које је укључивало борилачку обуку и излагање широком спектру културних уметности, као што су поезија и музика, од којих је већину, према дворским хроничарима, увео Акбар. Према Казвинију, принц Хурам је познавао само неколико турских речи и показао је мало интересовања за проучавање језика као дете. Године 1605, док је Акбар лежао на самртној постељи, Хурам, који је у том тренутку имао 13 година, остао је поред његовог кревета и одбијао је да се помери чак и након што је његова мајка покушала да га врати. С обзиром на политички неизвесна времена која су непосредно претходила Акбаровој смрти, Хурам је био у приличној физичкој опасности од политичких противника свог оца. На крају су му старије жене из домаћинства његовог деде, Салима Султан и његова баба Маријам-уз-Замани наредиле да се врати у своје одаје, како се здравље Акбара погоршало.

### Хусрау-Мирзина побуна
Године 1605, његов отац је наследио престо, након што је сломио побуну принца Хусрау-Мирзе – Хурам је остао удаљен од дворске политике и интрига непосредно после тог догађаја. Хурам је напустио Рукијину негу и вратио се нези своје мајке. Као трећи син, Хурам није представљао изазов за два главна блока моћи тог времена, очев и полубратов; стога је уживао у благодетима царске заштите и луксуза док му је било дозвољено да настави са образовањем и обуком. Овај релативно миран и стабилан период његовог живота омогућио је Хураму да изгради сопствену базу подршке на Могулском двору, која ће му бити корисна касније у животу.
Џахангир је доделио Хураму да чува палату и ризницу док је он ишао да прогони принца Хусрау-Мирзу. Касније му је наређено да доведе Маријам-уз-Замани и Џахангиров харем.
Током друге Хусрау-Мирзине побуне, Хурамови доушници су га обавестили да су Фатехула, Нурудин и Мухамед Шариф окупили око 500 људи на Хусрау-Мирзин подстицај и чекали цара. Хурам је пренео на ову информацију Џахангиру који га је похвалио. Џахангир је наложио да Хурам премери злато, сребро и друго богатство у његовој вили у Орти.

### Нур Џахан
Због дугог периода тензија између његовог оца и полубрата, Хурам је почео да се приближава свом оцу, и временом је дошло до тога да га дворски хроничари сматрају де факто наследником. Овај статус је званично одобрен када је Џахангир 1608. доделио саркар Хисар-Ферозе, који је традиционално био феуд наследника, Хураму. Нур Џахан је била активан учесник у одлукама које је донео Џахангир. Полако и постепено, док је она постала стварна моћ иза трона, Џахангир је налазио све више уживања у вину и опијуму. Почели су да се кују новчићи који садрже њено име заједно са Џахангировим именом. Њени блиски и драги рођаци стекли су важне позиције на могулском двору, које историчари називају Нур Џаханина хунта. Након смрти Џахангира 1627. године, Нур Џахан је стављена у кућни притвор и водила је миран живот до своје смрти.

## Брак
Године 1607. одлучено је да се принц Хурам ожени четрнаестогодишњом Арџуманд Бану Бегум, кћерком персијског племића. Она ће постати велика љубав његовог живота. Прави брак су склопили пет година касније, 1612. После венчања, очаран њеном лепотом и личним квалитетима, Хурам јој је дао почасно име Мумтаз Махал (драги украс палате).
Имали су четрнаесторо деце. Упркос честим трудноћама, Мумтаз је пратила супруга у његовим војним кампањама. Она је стално била уз супруга, била му је предани и верни саветник, а њихов однос међусобне љубави је био интензиван. Хроничари тог времена је описују као привржену супругу лишену политичких амбиција.
Шах Џахан је имао још две жене, али је у односу према њима био крајње површан.
Мумтаз је умрла 1631. при свом четрнаестом порођају. Шах Џахан је тиме био дубоко погођен и провео је годину дана повучен тугујући за њом. После тога је почео изградњу њеног маузолеја која ће трајати 22 године. То је чувени маузолеј Таџ Махал.
Џахан се разболео 1658, што је његов син Аурангзеб искористио да преузме власт и заточи оца у тврђави у Агри. Ту је и умро 1666. Сахрањен је у Таџ Махалу.